# Scheeßel
Scheeßel är en kommun och ort i Landkreis Rotenburg i Niedersachsen i Tyskland. Den har cirka 13 000 invånare.

## Vänorter
Scheeßel har följande vänorter:
- Teterow, Tyskland, sedan mars 1990
- Tukums, Lettland, sedan 1991